# Prentice Cooper

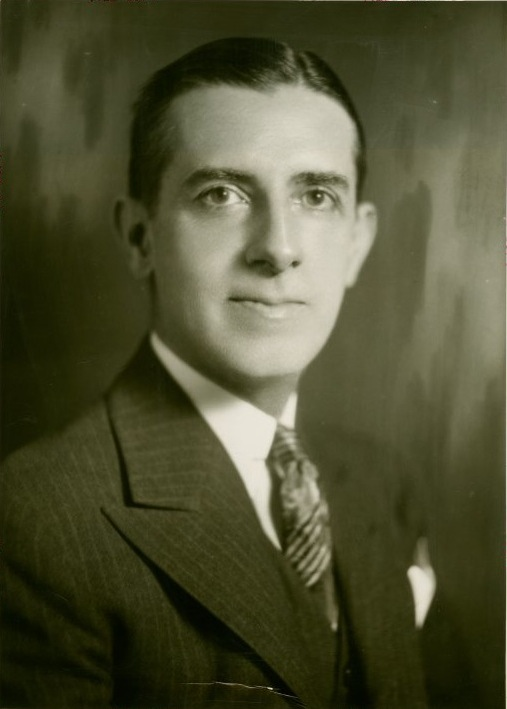
Prentice Cooper (ca. 1940)

William Prentice Cooper (* 28. September 1895 in Shelbyville, Bedford County, Tennessee; † 18. Mai 1969 in Rochester, Minnesota) war ein US-amerikanischer Politiker und der 43. Gouverneur des Bundesstaates Tennessee.

## Frühe Jahre und politischer Aufstieg
Prentice Cooper besuchte die lokalen Grundschulen im Bedford County. Zwischen 1913 und 1915 studierte er an der Vanderbilt University und anschließend bis 1917 an der Princeton University. Nach dem amerikanischen Eintritt in den Ersten Weltkrieg meldete er sich freiwillig zur Armee. Er absolvierte die Ausbildung, wurde aber nicht mehr nach Europa geschickt, weil der Krieg vorher beendet war. Im Januar 1919 wurde er wieder Zivilist. Nach seiner Rückkehr studierte er bis 1921 an der Harvard University Jura. 1922 wurde er als Anwalt zugelassen und seit 1923 praktizierte er in Shelbyville als Jurist. In den Zeiten seines weiteren Lebens, da er kein öffentliches Amt ausübte, kehrte er immer wieder zu diesem Beruf nach Shelbyville oder später Lewisburg zurück. Er war auch in diesen beiden Städten als Staatsanwalt tätig.
Coopers politische Laufbahn begann 1923 mit seiner Wahl in das Repräsentantenhaus von Tennessee. Anschließend war er für zwei Jahre Bezirksstaatsanwalt im 8. Gerichtsbezirk von Tennessee. Zwischen 1937 und 1939 war er Mitglied des Senats seines Heimatstaates. Gouverneur Gordon Browning, der sein Amt 1936 mit Hilfe des mächtigen und einflussreichen ehemaligen Bürgermeisters von Memphis, Edward Crump, errungen hatte, hatte sich inzwischen mit diesem zerstritten. Crump entzog Browning seine Unterstützung und protegierte statt seiner Prentice Cooper für die Gouverneurswahl 1938.

## Gouverneur von Tennessee
Cooper blieb insgesamt für drei jeweils zweijährige Amtszeiten Gouverneur von Tennessee (1939 bis 1945). Seine Amtszeit war weitgehend vom Zweiten Weltkrieg überschattet. Cooper unterstützte die Kriegsanstrengungen der Bundesregierung so gut er konnte. 300.000 Mann aus Tennessee dienten in den Streitkräften der USA auf allen Kriegsschauplätzen. In Tennessee selbst entstanden neue militärische Anlagen, unter anderem auch das Oak Ridge National Laboratory, wo die Atombombe entwickelt wurde. Auch andere militärische Stützpunkte wurden zu Ausbildungszwecken errichtet. Gleichzeitig entstanden überall Rüstungsbetriebe. Ähnlich, aber in entschieden größerem Maßstab, als von 1917 bis 1918 erlebte Tennessee durch die Kriegsproduktion einen wirtschaftlichen Aufschwung. Gleichwohl war dies weniger ein Verdienst des Gouverneurs, als der allgemeinen Kriegsumstände und den Planungen der Regierung in Washington.
In seinem Bereich sorgte Cooper für einen weiteren Abbau der Staatsverschuldung. Der Haushalt für das Bildungswesen wurde um 66 % erhöht. Die Schüler erhielten kostenlose Schulbücher und die Altersbeihilfen wurden verdoppelt. Cooper war auch auf dem Gebiet des Gesundheitswesens erfolgreich. Er förderte Krankenhäuser, besonders zur Eindämmung der Tuberkulose. Schließlich setzte er sich auch noch für die Erweiterung der staatlichen Landschaftsparks ein.

## Lebensabend und Tod
Nach Ablauf seiner dritten und letzten Amtszeit schied Cooper am 16. Januar 1945 aus seinem Amt aus. Von 1946 bis 1948 war er US-Botschafter in Peru. Im Jahr 1953 wurde er Präsident eines Konvents, der die Verfassung von Tennessee überarbeitete. In der Folge widmete er sich dem Privatleben und seiner Kirchengemeinde. Von 1941 bis zu seinem Tod war er Mitglied der Tennessee Historical Commission.
Prentice Cooper erlag am 18. Mai 1969 in Rochester einem Krebsleiden. Er war mit Hortense Powell verheiratet, mit der er drei Kinder hatte, darunter den 1954 geborenen Sohn James, der Kongressabgeordneter für Tennessee werden sollte.